# International Champions Cup 2019
Navigation
Édition précédente
L'International Champions Cup 2019 (ICC) est la septième édition de ce tournoi amical international de pré-saison. Il s'est déroulé entre le 16 juillet et le 10 août 2019.

## Participants
| Pays       | Équipe             | Récents résultats nationaux et continentaux | Emplacement | Association | Ligue            |
| ---------- | ------------------ | --- | ----------- | ----------- | ---------------- |
| Angleterre | Arsenal            | 5e en Premier League 2018-2019 Quatrième tour de la Coupe de la Ligue 2018-2019 Quart de finaliste de la Coupe d'Angleterre 2018-2019 Finaliste de la Ligue Europa 2018-2019                                                                      | Londres     | UEFA        | Premier League   |
| Angleterre | Manchester United  | 6e en Premier League 2018-2019 Seizième de finaliste de la Coupe de la Ligue 2018-2019 Quarts de finaliste de la Coupe d'Angleterre 2018-2019 Quarts de finaliste de la Ligue des Champions 2018-2019                                             | Manchester  | UEFA        | Premier League   |
| Angleterre | Tottenham Hotspur  | 4e en Premier League 2018-2019 Demi-Finaliste de la Coupe de la Ligue 2018-2019 Quart de Finaliste de la Coupe d'Angleterre 2018-2019 Finaliste de la Ligue des Champions 2018-2019                                                               | Londres     | UEFA        | Premier League   |
| Allemagne  | Bayern Munich      | 1re en Bundesliga 2018-2019 Vainqueur de la Coupe d'Allemagne 2018-2019 Huitième de Finale de la Ligue des Champions 2018-2019 Vainqueur de la Supercoupe d'Allemagne 2018                                                                        | Munich      | UEFA        | Bundesliga       |
| Italie     | ACF Fiorentina     | 16e en Serie A 2018-2019 Demi-Finaliste de la Coupe d'Italie 2018-2019 | Florence    | UEFA        | Serie A          |
| Italie     | Inter Milan        | 4e en Serie A 2018-2019 Quart de Finaliste de la Coupe d'Italie 2018-2019 Phase de Groupes de la Ligue des champions 2018-2019 Seixième de Finaliste de la Ligue Europa 2018-2019                                                                 | Milan       | UEFA        | Serie A          |
| Italie     | Juventus           | 1re en Serie A 2018-2019 Quart de Finaliste de la Coupe d'Italie 2018-2019 Quart de Finaliste de la Ligue des champions 2018-2019 Vainqueur de la Supercoupe d'Italie 2019                                                                        | Turin       | UEFA        | Serie A          |
| Italie     | AC Milan           | 5e en Serie A 2018-2019 Demi Finaliste de la Coupe d'Italie 2018-2019 Phase de Groupes de la Ligue Europa 2018-2019 | Milan       | UEFA        | Serie A          |
| Mexique    | CD Guadalajara     | 11e en Tournoi d'Ouverture 14e en Tournoi de Fermeture Seixième de Finaliste de la Copa MX 6e de la Coupe du monde des clubs de la FIFA 2018 | Zapopan     | CONCACAF    | Liga MX          |
| Portugal   | SL Benfica         | 1re en Primeira Liga 2018-2019 Demi-Finaliste de la Coupe du Portugal 2018-2019 Demi-Finaliste de la Coupe de la Ligue portugaise 2018-2019 Phase de Groupes de la Ligue des champions 2018-2019 Quarts de Finaliste de la Ligue Europa 2018-2019 | Lisbonne    | UEFA        | Primeira Liga    |
| Espagne    | Atletico de Madrid | 2e en LaLiga Santander 2018-2019 Seixième de Finaliste de la Coupe du Roi 2018-2019 Huitième de Finaliste de la Ligue des champions 2018-2019 Vainqueur de la Supercoupe de l'UEFA 2019                                                           | Madrid      | UEFA        | LaLiga Santander |
| Espagne    | Real Madrid        | 3e en LaLiga Santander 2018-2019 Demi Finaliste de la Coupe du Roi 2018-2019 Huitième de Finaliste de la Ligue des champions 2018-2019 Finaliste de la Supercoupe de l'UEFA 2019 Vainqueur de la Coupe du monde des clubs de la FIFA 2018         | Madrid      | UEFA        | LaLiga Santander |

## Stades
Les 17 stades pour l'International Champions Cup ont été annoncés le 26 mars 2019.

### États-Unis
| International Champions Cup Amérique du Nord | International Champions Cup Amérique du Nord | International Champions Cup Amérique du Nord | International Champions Cup Amérique du Nord | International Champions Cup Amérique du Nord | International Champions Cup Amérique du Nord |
| East Rutherford (New York)                   | Landover (Washington) | Charlotte | Houston | Santa Clara (région de la baie de San Francisco) |                                              |
| -------------------------------------------- | --- | --- | --- | --- | -------------------------------------------- |
| MetLife Stadium                              | FedExField | Bank of America Stadium | NRG Stadium | Levi's Stadium |                                              |
| Capacité: 82 500                             | Capacité: 82 000 | Capacité: 75 525 | Capacité: 71 795 | Capacité: 68 500 |                                              |
|                                              | | | | |                                              |
| Foxborough (Boston)                          | [[Fichier:Usa edcp (+HI +AK) location map.svg\|820px\|{{#if:\|{{{alt}}}\|International Champions Cup 2019 est dans la page États-Unis.]]Arlington Foxborough Carson Charlotte Bridgeview East Rutherford Harrison Houston Kansas City Landover Santa Clara | [[Fichier:Usa edcp (+HI +AK) location map.svg\|820px\|{{#if:\|{{{alt}}}\|International Champions Cup 2019 est dans la page États-Unis.]]Arlington Foxborough Carson Charlotte Bridgeview East Rutherford Harrison Houston Kansas City Landover Santa Clara | [[Fichier:Usa edcp (+HI +AK) location map.svg\|820px\|{{#if:\|{{{alt}}}\|International Champions Cup 2019 est dans la page États-Unis.]]Arlington Foxborough Carson Charlotte Bridgeview East Rutherford Harrison Houston Kansas City Landover Santa Clara | [[Fichier:Usa edcp (+HI +AK) location map.svg\|820px\|{{#if:\|{{{alt}}}\|International Champions Cup 2019 est dans la page États-Unis.]]Arlington Foxborough Carson Charlotte Bridgeview East Rutherford Harrison Houston Kansas City Landover Santa Clara |                                              |
| Gillette Stadium                             | [[Fichier:Usa edcp (+HI +AK) location map.svg\|820px\|{{#if:\|{{{alt}}}\|International Champions Cup 2019 est dans la page États-Unis.]]Arlington Foxborough Carson Charlotte Bridgeview East Rutherford Harrison Houston Kansas City Landover Santa Clara | [[Fichier:Usa edcp (+HI +AK) location map.svg\|820px\|{{#if:\|{{{alt}}}\|International Champions Cup 2019 est dans la page États-Unis.]]Arlington Foxborough Carson Charlotte Bridgeview East Rutherford Harrison Houston Kansas City Landover Santa Clara | [[Fichier:Usa edcp (+HI +AK) location map.svg\|820px\|{{#if:\|{{{alt}}}\|International Champions Cup 2019 est dans la page États-Unis.]]Arlington Foxborough Carson Charlotte Bridgeview East Rutherford Harrison Houston Kansas City Landover Santa Clara | [[Fichier:Usa edcp (+HI +AK) location map.svg\|820px\|{{#if:\|{{{alt}}}\|International Champions Cup 2019 est dans la page États-Unis.]]Arlington Foxborough Carson Charlotte Bridgeview East Rutherford Harrison Houston Kansas City Landover Santa Clara |                                              |
| Capacité: 65 878                             | [[Fichier:Usa edcp (+HI +AK) location map.svg\|820px\|{{#if:\|{{{alt}}}\|International Champions Cup 2019 est dans la page États-Unis.]]Arlington Foxborough Carson Charlotte Bridgeview East Rutherford Harrison Houston Kansas City Landover Santa Clara | [[Fichier:Usa edcp (+HI +AK) location map.svg\|820px\|{{#if:\|{{{alt}}}\|International Champions Cup 2019 est dans la page États-Unis.]]Arlington Foxborough Carson Charlotte Bridgeview East Rutherford Harrison Houston Kansas City Landover Santa Clara | [[Fichier:Usa edcp (+HI +AK) location map.svg\|820px\|{{#if:\|{{{alt}}}\|International Champions Cup 2019 est dans la page États-Unis.]]Arlington Foxborough Carson Charlotte Bridgeview East Rutherford Harrison Houston Kansas City Landover Santa Clara | [[Fichier:Usa edcp (+HI +AK) location map.svg\|820px\|{{#if:\|{{{alt}}}\|International Champions Cup 2019 est dans la page États-Unis.]]Arlington Foxborough Carson Charlotte Bridgeview East Rutherford Harrison Houston Kansas City Landover Santa Clara |                                              |
|                                              | [[Fichier:Usa edcp (+HI +AK) location map.svg\|820px\|{{#if:\|{{{alt}}}\|International Champions Cup 2019 est dans la page États-Unis.]]Arlington Foxborough Carson Charlotte Bridgeview East Rutherford Harrison Houston Kansas City Landover Santa Clara | [[Fichier:Usa edcp (+HI +AK) location map.svg\|820px\|{{#if:\|{{{alt}}}\|International Champions Cup 2019 est dans la page États-Unis.]]Arlington Foxborough Carson Charlotte Bridgeview East Rutherford Harrison Houston Kansas City Landover Santa Clara | [[Fichier:Usa edcp (+HI +AK) location map.svg\|820px\|{{#if:\|{{{alt}}}\|International Champions Cup 2019 est dans la page États-Unis.]]Arlington Foxborough Carson Charlotte Bridgeview East Rutherford Harrison Houston Kansas City Landover Santa Clara | [[Fichier:Usa edcp (+HI +AK) location map.svg\|820px\|{{#if:\|{{{alt}}}\|International Champions Cup 2019 est dans la page États-Unis.]]Arlington Foxborough Carson Charlotte Bridgeview East Rutherford Harrison Houston Kansas City Landover Santa Clara |                                              |
| Arlington                                    | Carson | Harrison | Bridgeview | Kansas City |                                              |
| Globe Life Park                              | Dignity Health Sports Park | Red Bull Arena | SeatGeek Stadium | Children's Mercy Park |                                              |
| Capacité: 48 114                             | Capacité: 27 000 | Capacité: 25 000 | Capacité: 20 000 | Capacité: 18 467 |                                              |
|                                              | | | | |                                              |

### Europe
| Principality Stadium | Tottenham Hotspur Stadium | Friends Arena    |
| Capacité: 73 931     | Capacité: 62 062          | Capacité: 54 329 |
|                      |                           |                  |

### Asie
| Stade national de Singapour | Stade du Centre sportif olympique de Nankin | Stade de Hongkou |
| Capacité: 55 000            | Capacité: 61 443                            | Capacité: 35 000 |
|                             |                                             |                  |

## Format
Ce tournoi comprend un tableau unique de 18 équipes. Chaque équipe dispute 3 matches programmés entre le 20 juillet et le 12 août, en plusieurs lieux d'Amérique du nord, d'Europe et à Singapour.
Les rencontres se déroulent conformément au règlement de la FIFA.
En cas d'égalité à la fin du temps réglementaire (90 minutes), le vainqueur est désigné lors d'une séance de tirs au but.
Le système d'attribution des points est le suivant : 3 points pour une victoire, 2 points pour une victoire aux tirs au but, 1 point pour une défaite aux tirs au but, et 0 point pour une défaite.
Si des équipes ont le même nombre de points à l'issue du tournoi, leur classement est établi en observant :
- la confrontation directe
- la différence de buts
- le nombre de buts marqués
- le nombre de buts encaissés
- le résultat face à un opposant commun
- le plus petit nombre de cartons rouges reçus (équipe technique incluse)
- le plus petit nombre de cartons jaunes reçus (équipe technique incluse)
- le plus petit nombre de fautes commises (sur la totalité du tournoi)
- le tirage à pile ou face.

## Classement
Les 12 équipes ont été classées sur la base des résultats de leurs trois matches, l'équipe la mieux classée est sacrée championne. Trois points pour une victoire et aucun pour une défaite, une victoire en tirs au but vaux deux points tandis qu'une perte aux tirs au but rapporte un point.
| Rang | Équipe            | Pts | J | G | VT | DT | P | Bp | Bc | Diff | Résultat final                                  |
| ---- | ----------------- | --- | - | - | -- | -- | - | -- | -- | ---- | ----------------------------------------------- |
| 1    | SL Benfica (C)    | 9   | 3 | 3 | 0  | 0  | 0 | 6  | 1  | +5   | Vainqueur de l'International Champions Cup 2019 |
|      |                   |     |   |   |    |    |   |    |    |      |                                                 |
| 2    | Atlético Madrid   | 8   | 3 | 2 | 1  | 0  | 0 | 9  | 4  | +5   |                                                 |
| 3    | Manchester United | 8   | 3 | 2 | 1  | 0  | 0 | 5  | 3  | +2   |                                                 |
| 4    | Arsenal           | 7   | 3 | 2 | 0  | 1  | 0 | 7  | 3  | +4   |                                                 |
| 5    | Bayern Munich     | 6   | 3 | 2 | 0  | 0  | 1 | 5  | 3  | +2   |                                                 |
| 6    | Tottenham Hotspur | 4   | 3 | 1 | 0  | 1  | 1 | 5  | 5  | 0    |                                                 |
| 7    | Inter Milan       | 3   | 3 | 0 | 1  | 1  | 1 | 2  | 3  | −1   |                                                 |
| 8    | ACF Fiorentina    | 3   | 3 | 1 | 0  | 0  | 2 | 3  | 6  | −3   |                                                 |
| 9    | Juventus          | 2   | 3 | 0 | 1  | 0  | 2 | 4  | 6  | −2   |                                                 |
| 10   | Real Madrid       | 2   | 3 | 0 | 1  | 0  | 2 | 6  | 12 | −6   |                                                 |
| 11   | AC Milan          | 1   | 3 | 0 | 0  | 1  | 2 | 2  | 4  | −2   |                                                 |
| 12   | CD Guadalajara    | 1   | 3 | 0 | 0  | 1  | 2 | 1  | 5  | −4   |                                                 |

## Classements annexes

### Classement des buteurs
| R | Nat | Joueur                    | Position          | Clubs              | Total |
| - | --- | ------------------------- | ----------------- | ------------------ | ----- |
| 1 |     | Diego Costa               | Attaquant         | Atlético de Madrid | 4     |
| 2 |     | Eddie Nketiah             | Attaquant         | Arsenal            | 3     |
| 2 |     | Lucas Moura               | Attaquant         | Tottenham Hotspur  | 3     |
| 4 |     | Robert Lewandowski        | Attaquant         | Bayern Munich      | 2     |
| 4 |     | Haris Seferović           | Attaquant         | SL Benfica         | 2     |
| 4 |     | Cristiano Ronaldo         | Attaquant         | Juventus           | 2     |
| 4 |     | João Félix                | Attaquant         | Atlético de Madrid | 2     |
| 8 |     | Giovanni Simeone          | Attaquant         | ACF Fiorentina     | 1     |
| 8 |     | Riccardo Sottil           | Attaquant         | ACF Fiorentina     | 1     |
| 8 |     | Eduardo López             | Milieu de terrain | CD Guadalajara     | 1     |
| 8 |     | Mason Greenwood           | Attaquant         | Manchester United  | 1     |
| 8 |     | Raúl de Tomás             | Attaquant         | SL Benfica         | 1     |
| 8 |     | Rafa Silva                | Attaquant         | SL Benfica         | 1     |
| 8 |     | Joe Willock               | Milieu de terrain | Arsenal            | 1     |
| 8 |     | Corentin Tolisso          | Milieu de terrain | Bayern Munich      | 1     |
| 8 |     | Serge Gnabry              | Attaquant         | Bayern Munich      | 1     |
| 8 |     | Rodrygo                   | Attaquant         | Real Madrid        | 1     |
| 8 |     | Gonzalo Higuaín           | Attaquant         | Juventus           | 1     |
| 8 |     | Erik Lamela               | Milieu de terrain | Tottenham Hotspur  | 1     |
| 8 |     | Harry Kane                | Attaquant         | Tottenham Hotspur  | 1     |
| 8 |     | Gareth Bale               | Attaquant         | Real Madrid        | 1     |
| 8 |     | Marco Asensio             | Attaquant         | Real Madrid        | 1     |
| 8 |     | Alexandre Lacazette       | Attaquant         | Arsenal            | 1     |
| 8 |     | Pierre-Emerick Aubameyang | Attaquant         | Arsenal            | 1     |
| 8 |     | Leon Goretzka             | Milieu de terrain | Bayern Munich      | 1     |
| 8 |     | Dušan Vlahović            | Attaquant         | ACF Fiorentina     | 1     |
| 8 |     | Caio Lucas                | Attaquant         | SL Benfica         | 1     |
| 8 |     | Anthony Martial           | Attaquant         | Manchester United  | 1     |
| 8 |     | Angel Gomes               | Attaquant         | Manchester United  | 1     |
| 8 |     | Ángel Correa              | Attaquant         | Atlético de Madrid | 1     |
| 8 |     | Vitolo                    | Attaquant         | Atlético de Madrid | 1     |
| 8 |     | Nacho                     | Défenseur         | Real Madrid        | 1     |
| 8 |     | Karim Benzema             | Attaquant         | Real Madrid        | 1     |
| 8 |     | Javi Hernández            | Défenseur         | Real Madrid        | 1     |
| 8 |     | Adel Taarabt              | Attaquant         | SL Benfica         | 1     |
| 8 |     | Marcus Rashford           | Attaquant         | Manchester United  | 1     |
| 8 |     | Jesse Lingard             | Attaquant         | Manchester United  | 1     |
| 8 |     | Suso                      | Attaquant         | AC Milan           | 1     |
| 8 |     | Stefano Sensi             | Attaquant         | AC Milan           | 1     |
| 8 |     | Thomas Lemar              | Attaquant         | Atlético de Madrid | 1     |
| 8 |     | Sami Khedira              | Milieu de terrain | Juventus           | 1     |

## Diffusion
L'intégralité du tournoi est diffusée en France sur BeIn Sports.